# Innocenzo Ferrieri
Innocenzo Ferrieri (ur. 14 września 1810 w Fano, zm. 13 stycznia 1887 w Rzymie) – włoski kardynał, wysoki urzędnik Kurii Rzymskiej.
Kształcił się na uniwersytetach w Macerata i Rzymie (uzyskał doktoraty z teologii i utroque iure). 20 września 1834 otrzymał święcenia kapłańskie. W latach 1838–1847 audytor nuncjatury w Neapolu. W tym czasie był też wysłannikiem papieskim do Holandii. Od 1842 pracował również w Kongregacji ds. Nadzwyczajnych Spraw Kościoła. Służył też papieżowi Grzegorzowi XVI jako jego prywatny szambelan.
4 października 1847 otrzymał nominację na tytularnego arcybiskupa Side. Sakry udzielił mu papież Pius IX. W listopadzie tego samego roku został Asystentem Tronu Papieskiego. W latach kolejnych służył jako wizytator diecezji, misji i wikariatów pod jurysdykcją dynastii Ottomanów, a także jako nuncjusz w takich państwach jak: Belgia, Królestwo Obojga Sycylii i Portugalia.
W roku 1868 kreowany kardynałem prezbiterem z tytułem S. Cecilia. Został następnie prefektem Świętej Kongregacji ds. Odpustów i Świętych Relikwii (1875–1876) i od 1876 Świętej Kongregacji ds. Biskupów i Zakonów oraz Świętej Kongregacji ds. Dyscypliny Zakonnej, na których to urzędach pozostał do śmierci. W latach 1877–1879 kamerling Świętego Kolegium Kardynałów. Brał udział w konklawe 1878. Pochowany został na Campo Verano.